# Rzepicha, matka królów
Rzepicha, matka królów, żona Piasta, między narodami sarmackimi słowiańskiego monarchy tej części ziemi, która nazywa się Polską – powieść Franciszka Salezego Jezierskiego wydana w Warszawie w 1790.
Powieść ma charakter zbeletryzowanej publicystyki. Jezierski odwołuje się do tez historycznych głoszonych ówcześnie przez Hugona Kołłątaja i środowisko Kuźnicy, a przedstawionych m.in. w Historii Ignacego Krasickiego. Koncepcja ta mówiła, jakoby naród polski powstał w wyniku podboju Sarmatów, autochtonicznych mieszkańców ziemi polskich, przez Słowian przybyłych z Panonii. Poglądy te, w przeciwieństwie do wcześniejszej odmiany sarmatyzmu, miały być uzasadnieniem dla przeprowadzenia reform społecznych, przywracających dawne porządki, a nie argumentem na rzecz zachowania aktualnego stanu.
Pierwsze trzy rozdziały książki traktują o przedhistorycznych dziejach Sarmacji. Pod koniec III rozdziału Jezierski informuje, jakoby w czasie I rozbioru odnalazł na Kujawach pamiętnik Rzepichy zatytułowany Matka królewskiego rodu. Rzekoma kopia miała być sporządzona przez Olbrachta, sekretarza mistrza krzyżackiego, który znalazł oryginalny pergamin podczas wyprawy przeciw Prusom i przetłumaczył tekst z języka starosłowiańskiego.
W powieści znalazły się motywy utopijne, idealizujące czasy legendarnych przodków, które są przedstawiane jako wzorcowy model społeczno-ustrojowy. Rzepicha, Piast, mieszkańcy wsi, rzemieślnicy przeciwstawieni są najeźdźcom zaliczającym się do szlachty i arystokracji. Postacie głównych bohaterów bliskie są założeniom sentymentalizmu. Wiodą oni cnotliwe życie w bliskości przyrody. Natomiast życie dworskie i miejskie, odpowiadające stosunkom osiemnastowiecznym, jest wartościowane negatywnie. W wizji dawnej Sarmacji Jezierski wykorzystał motywy i legendy znane z dawniejszych kronik, elementy mitologii słowiańskiej (np. postacie Lel i Polel), uzupełnione wątkami mitologii grecko-rzymskiej. 